# 박성환 (1982년)
박성환(1982년 8월 7일 ~ )은 대한민국의 (前) 가수이자 뮤지컬 배우이다.

## 학력
- 서경대학교 연극영화학과

## 출연 작품

### 뮤지컬
- 《밑바닥에서》
- 《쓰루더도어》
- 《로빈훗》
- 《조로》
- 《두 도시 이야기》
- 《삼총사》
- 《잭 더 리퍼》
- 《러브 레시피》
- 《전국노래자랑》
- 《달고나》
- 《라 레볼뤼시옹》
- 《바람의 나라》
- 《피맛골 연가》
- 《로미오앤줄리엣》
- 《노트르담 드 파리》
- 《위대한 캣츠비》
- 《그리스》

## 음반
S.N.A
- 《Mr. S.N.A》 (2006년)